# The Get Weird Tour
The Get Weird Tour fue la tercera gira musical del grupo femenino británico Little Mix, realizada para promover su tercer álbum de estudio, Get Weird (2015). La gira fue anunciada oficialmente 4 meses antes del lanzamiento del álbum, el 17 de junio de 2015. La gira comenzó el 13 de marzo de 2016 Cardiff, Gales en la Motorpoint Arena y concluiría inicialmente en Belfast, Irlanda, pero debido al éxito en la venta de entradas, fueron añadidas nuevas fechas a Inglaterra, finalizando en Sheffield. En diciembre fue anunciada una prolongación internacional de la gira, dando lugar a que el grupo femenino visite Oceanía y Asia por primera vez en concierto, dando lugar a que la última fecha de la gira fuese el 27 de agosto de 2016 en Cambridge.
Tras finalizar la primera etapa, realizada en las islas británicas, se supo que la gira obtuvo un récord, al ser la gira de conciertos más vendida del Reino Unido con más de 300.000 entradas despachadas. En octubre de 2016 se supo que el Get Weird Tour se consolidó como la quinta gira con la más alta recaudación recorrida por un grupo femenino en todos los tiempos, con una recaudación de más de $24,5 millones.
En abril de 2016 fue anunciado que la gira tendría su propio DVD. La noticia fue confirmada por Jesy durante una entrevista radiofónica. Se reveló que la fecha escogida para su grabación era el viernes 22 de abril en el Wembley Arena. Este fue incluido en la versión cd/dvd deluxe de su siguiente álbum Glory Days.

## Antecedentes
La gira fue anunciada oficialmente el 17 de julio de 2015 mediante la cuenta de Twitter de la banda y en la BBC Radio 1 después de que su sencillo «Black Magic», del álbum en promoción, debutase en el #1 en el UK Singles Chart. A mediados de septiembre de 2015 se comenzaron a anunciar más fechas para el Reino Unido debido a los buenos resultados en la venta de entradas, ya que en varias fechas las entradas quedaron agotadas. El 13 de octubre de 2015, se anunció que la gira también tendrá fechas en Australia, siendo la primera vez en que el grupo realiza una gira fuera del Reino Unido e Irlanda. Sin embargo, el grupo ha señalado que esperan que la gira continúe por otros continentes a través del año, dando lugar a una gira mundial. Asimismo, se confirmó la participación del cantante Nathan Sykes para actuar como telonero de la gira en el Reino Unido. A mediados de noviembre, y también diciembre, se volvieron a añadir nuevamente fechas para Inglaterra y una más para Irlanda.
El 14 de diciembre se publicó una prolongación de gira, pero esta vez, por nuevos continentes como se había anunciado anteriormente. Así, el grupo femenino visitara por primera vez en concierto Oceanía y Asia, alargando la gira hasta mayo. En febrero de 2016 fue anunciada una nueva tanda de conciertos en Europa, pero esta vez, fuera del Reino Unido. Así, el grupo femenino esta en concierto por países como Suecia, Noruega, Alemania o España. Asimismo, fue confirmada la presencia del grupo en varios festivales musicales durante el verano de 2016, como el V Festival o el Summertime Ball.

## Actos de apertura
Primera etapa
- Nathan Sykes - (Reino Unido)[9]

## Recepción de la crítica

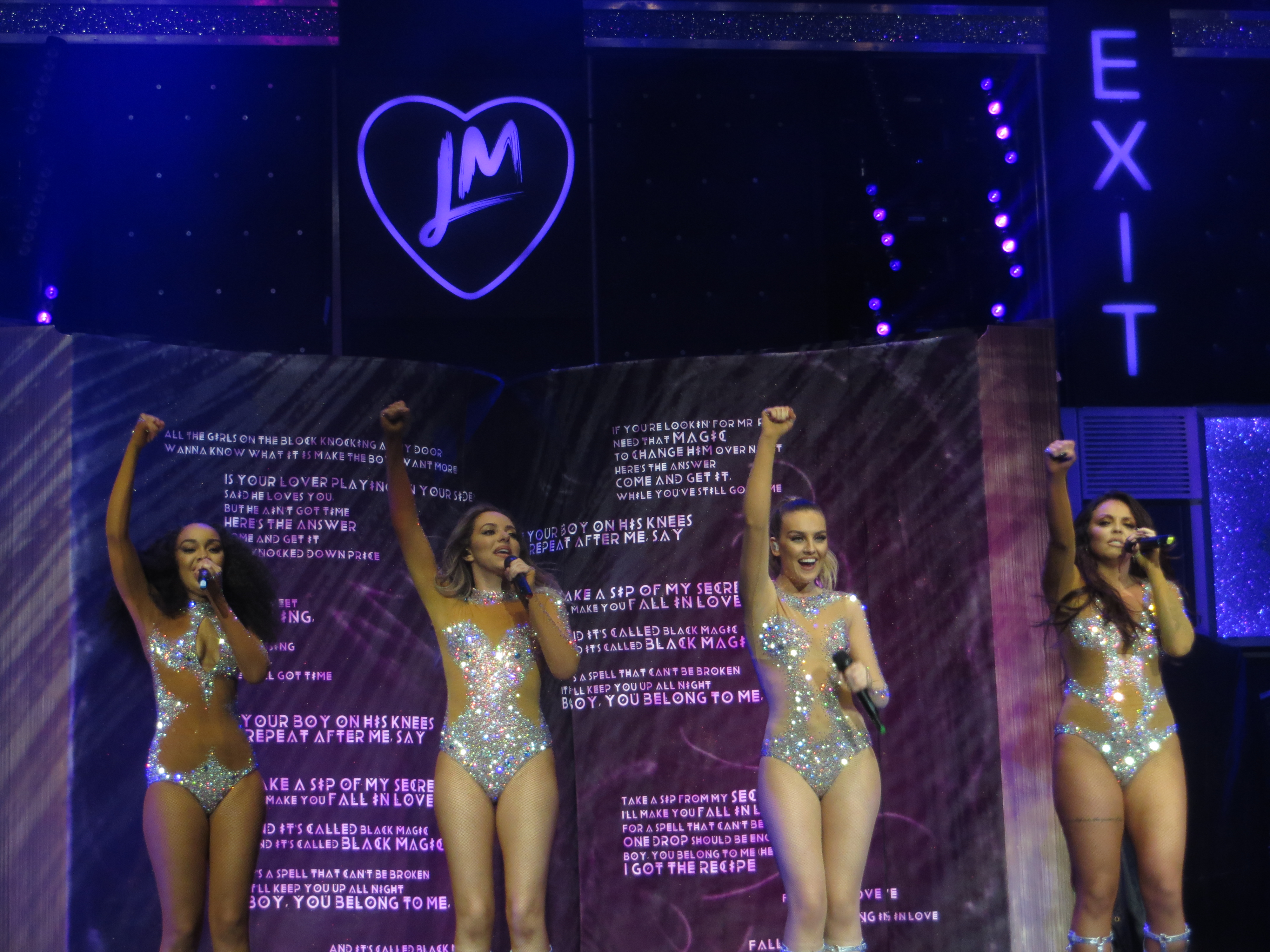
Little Mix interpretando «Black Magic» durante el primer concierto en Glasgow.

El grupo recibió críticas positivas en el primer concierto de la gira. Lewis Conner de  Digital Spy  dio el concierto cuatro de cinco estrellas, reseñando: "Y a pesar de la gran espectáculo, que se eleva improvisaciones y cambios de vestuario rápidos, Little Mix nunca dejó que la caída de la energía 'Este. es un blimmin 'dura espectáculo, ¿no?' dice Leigh Anne, pero nunca se debe tener en cuenta que a partir de la forma en que lo hacen parecer tan fácil. Mucho hay que decir para el estándar de la coreografía de canción tras canción de Little Mix, especialmente cuando sus voces se mantienen consistentemente sólidas en todas partes. Por supuesto, esto llega a un punto crítico para el final de «Black Magic», como las niñas hechizan la arena con palos y actitud. El ajuste en su totalidad se ensaya de manera impecable, que sería perdonado por la sospecha de brujería real está en juego. Pero el única magia que aquí hay una combinación de su brillo pop y su capacidad para darle el espectáculo en el escenario grande que se merece, y es muy probable que sea el mejor que usted verá este año".
Rachel Mainwaring de  Wales Online  fue muy positiva, dando el concierto una calificación de cinco de cinco estrellas, que declara: "Estas chicas pueden cantar y estas chicas pueden bailar y todo sobre el espectáculo era fuerte, impetuoso y positivo". [...] "Hubo una gran cantidad de retorcimiento y el baile subido de tono con un grupo de hombres en igual medida con muy poca ropa, pero las voces no tuvo problemas a pesar de las altas energías en los movimientos de baile. La primera noche demostró que Little Mix están más que listas para asumir el reto de una gira que las lleva a través de 14 ciudades, antes de viajar a Australia y Japón para más espectáculos. Pero no tienen nada de qué preocuparse, son un grupo de mancha, y las chicas pueden cantar y bailar".

## Emisiones y grabaciones

### DVD
En abril de 2016 fue anunciado que la gira tendría su propio DVD. La noticia fue confirmada por Jesy durante una entrevista radiofónica. Se reveló que la fecha escogida para su grabación era el viernes 22 de abril en el Wembley Arena. Lo más probable es que sea lanzado a finales de este año. Asimismo, en agosto de 2016 fue publicado en el canal VEVO del grupo femenino la interpretación en vivo de la canción «Hair» durante el concierto a modo de adelanto. La banda anunció que el DVD será publicado junto con la edición de lujo de su próximo álbum, Glory Days.

## Repertorio
Acto 1
1. Intro (contiene elementos de "Black Magic")
2. Grown
3. Hair
4. Change Your Life
5. A.D.I.D.A.S.
6. Wings

Acto 2
1. Lightning
2. DNA
3. Secret Love Song (Part II)
4. OMG
5. Medley:

Crazy in Love (Cover de Beyoncé)
Where Are Ü Now (Cover de Justin Bieber)
Fester Skank (Cover de Lethal Bizzle)
Ring the Alarm (Cover de Beyoncé)
1. Salute
2. Little Me

Acto 3
1. Move
2. How Ya Doin'?
3. Hotline Bling (Cover de Drake)
4. Love Me Like You
5. Weird People

Encore
The Beginning (Video Interlude)
1. The End
2. Black Magic

Referencia:

## Fechas
| Europa               |               |               |                                  |
| 13 de marzo de 2016  | Cardiff       | Reino Unido   | Capital FM Arena                 |
| 14 de marzo de 2016  | Brighton      | Reino Unido   | Brighton Centre                  |
| 15 de marzo de 2016  | Bournemouth   | Reino Unido   | Bournemouth International Centre |
| 17 de marzo de 2016  | Newcastle     | Reino Unido   | Metro Radio Arena                |
| 18 de marzo de 2016  | Birmingham    | Reino Unido   | Arena Birmingham                 |
| 19 de marzo de 2016  | Glasgow       | Reino Unido   | The Hydro                        |
| 22 de marzo de 2016  | Liverpool     | Reino Unido   | Echo Arena                       |
| 23 de marzo de 2016  | Nottingham    | Reino Unido   | Capital FM Arena                 |
| 24 de marzo de 2016  | Manchester    | Reino Unido   | Manchester Arena                 |
| 26 de marzo de 2016  | Leeds         | Reino Unido   | First Direct Arena               |
| 27 de marzo de 2016  | Londres       | Reino Unido   | The O2 Arena                     |
| 28 de marzo de 2016  | Cardiff       | Reino Unido   | Motorpoint Arena Cardiff         |
| 30 de marzo de 2016  | Dublín        | Irlanda       | The O2                           |
| 31 de marzo de 2016  | Belfast       | Irlanda       | Odyssey Arena                    |
| 2 de abril de 2016   | Sheffield     | Reino Unido   | Sheffield Arena                  |
| 3 de abril de 2016   | Birmingham    | Reino Unido   | Arena Birmingham                 |
| 5 de abril de 2016   | Glasgow       | Reino Unido   | The Hydro                        |
| 7 de abril de 2016   | Manchester    | Reino Unido   | Manchester Arena                 |
| 8 de abril de 2016   | Nottingham    | Reino Unido   | Capital FM Arena                 |
| 9 de abril de 2016   | Newcastle     | Reino Unido   | Metro Radio Arena                |
| 11 de abril de 2016  | Aberdeen      | Reino Unido   | GE Oil & Gas Arena               |
| 12 de abril de 2016  | Aberdeen      | Reino Unido   | GE Oil & Gas Arena               |
| 14 de abril de 2016  | Liverpool     | Reino Unido   | Echo Arena                       |
| 15 de abril de 2016  | Leeds         | Reino Unido   | First Direct Arena               |
| 16 de abril de 2016  | Newcastle     | Reino Unido   | Metro Radio Arena                |
| 18 de abril de 2016  | Dublín        | Irlanda       | The O2                           |
| 19 de abril de 2016  | Belfast       | Irlanda       | Odyssey Arena                    |
| 21 de abril de 2016  | Liverpool     | Reino Unido   | Echo Arena                       |
| 22 de abril de 2016  | Londres       | Reino Unido   | Wembley Arena                    |
| 23 de abril de 2016  | Sheffield     | Reino Unido   | Sheffield Arena                  |
| Oceanía              |               |               |                                  |
| 10 de mayo de 2016   | Auckland      | Nueva Zelanda | Aotea Centre                     |
| 12 de mayo de 2016   | Brisbane      | Australia     | Convention & Exhibition Centre   |
| 13 de mayo de 2016   | Sídney        | Australia     | Qudos Bank Arena                 |
| 14 de mayo de 2016   | Melbourne     | Australia     | Margaret Court Arena             |
| Asia                 |               |               |                                  |
| 16 de mayo de 2016   | Tokio         | Japón         | Akasaka Blitz                    |
| 17 de mayo de 2016   | Osaka         | Japón         | Big Cat                          |
| 18 de mayo de 2016   | Nagoya        | Japón         | Diamond Hall                     |
| 20 de mayo de 2016   | Manila        | Filipinas     | Kia Theatre                      |
| 21 de mayo de 2016   | Kuala Lumpur  | Malasia       | KL Live at Life Centre           |
| 23 de mayo de 2016   | Singapur      | Singapur      | The Star Performing Arts Centre  |
| Europa               |               |               |                                  |
| 11 de junio de 2016  | Londres       | Reino Unido   | Estadio de Wembley               |
| 12 de junio de 2016  | Estocolmo     | Suecia        | Gröna Lund                       |
| 13 de junio de 2016  | Oslo          | Noruega       | Sentrum Scene                    |
| 14 de junio de 2016  | Copenhague    | Dinamarca     | Falkoner Center                  |
| 16 de junio de 2016  | Ámsterdam     | Países Bajos  | Heineken Music Hall              |
| 17 de junio de 2016  | Amberes       | Bélgica       | Trix                             |
| 19 de junio de 2016  | Cologne       | Alemania      | Palladium                        |
| 20 de junio de 2016  | Milan         | Italia        | Fabriqiue                        |
| 21 de junio de 2016  | Zúrich        | Suiza         | Volkshaus                        |
| 23 de junio de 2016  | Paris         | Francia       | Le Grand Rex                     |
| 24 de junio de 2016  | Barcelona     | España        | Razzmatazz                       |
| 25 de junio de 2016  | Madrid        | España        | La Riviera                       |
| 3 de julio de 2016   | Cork          | Irlanda       | The Marquee                      |
| 20 de agosto de 2016 | Londres       | Reino Unido   | Hylands Park                     |
| 21 de agosto de 2016 | Staffordshire | Reino Unido   | Weston Park                      |
| 27 de agosto de 2016 | Cambridge     | Reino Unido   | Newmarket Racecourse             |

### Recaudaciones
| Lugar                                   | Ciudad     | Entradas vendidas/disponibles | Recaudación |
| --------------------------------------- | ---------- | ----------------------------- | ----------- |
| SSE Hydro - Marzo                       | Glasgow    | 21 700 / 21 700 (100%)        | $1 053 430  |
| The O2 Arena                            | Londres    | 30 860 / 31 847 (99%)         | $1 621 100  |
| Manchester Arena                        | Manchester | 28 047 / 28 403 (97%)         | $1 394 470  |
| SSE Hydro - abril                       | Glasgow    | 11 068 / 11 068 (100%)        | $527 738    |
| Echo Arena - Marzo / abril              | Liverpool  | 29 482 / 31 997 (98%)         | $1 512 194  |
| Metro Radio Arena - Marzo / abril       | Newcastle  | 28 289 / 29 944 (99%)         | $1 456 597  |
| Genting Arena abril                     | Birmingham | 25 099 / 27 758 (97%)         | $1 265 772  |
| Sheffield Arena                         | Sheffield  | 24 380 / 25 577 (99%)         | $1 234 548  |
| First Direct Arena - Marzo / abril      | Leeds      | 22 325 / 24 378 (98%)         | $1 139 993  |
| 3Arena - Marzo / abril                  | Dublin     | 17 709 / 18 265 (99%)         | $864 134    |
| Capital FM Arena- Marzo / abril         | Nottingham | 15 685 / 18 479 (95%)         | $811 104    |
| Genting Arena Marzo                     | Birmingham | 12 229 / 13 819 (98%)         | $627 503    |
| SEE Arena Marzo                         | London     | 10 554 / 12 434 (98%)         | $578 370    |
| Motorpoint Arena- Marzo / abril         | Cardiff    | 9 634 / 9 866 (99%)           | $520 647    |
| SSE Arena - julio                       | Belfast    | 17 952 / 17 952 (100%)        | $799 511    |
| Aberdeen Exhibition & Conference Centre | Aberdeen   | 8 920 / 9 560 (96%)           | $493 502    |
| Qudos Bank Arena                        | Sydney     | 5 867 / 7 096 (83%)           | $313 929    |
| The Star Theatre                        | Singapure  | 3 715 / 3 715 (100%)          | $241 475    |